# Tomas Lindahl
Tomas Robert Lindahl FRS (født 28. januar 1938) er en svensk videnskabsmand, som forsker i kræft.
Han er medlem af Det Norske Videnskaps-Akademi. Han blev tildelt Royal Societys Royal Medal i 2007 og Copleymedaljen i 2010. I 2015 modtog han sammen med Paul L. Modrich og Aziz Sancar nobelprisen i kemi (for mekanistiske studier af, hvordan DNA repareres i kroppen).